# Monbijou (Naturschutzgebiet)
Das Naturschutzgebiet Monbijou liegt im Landkreis Südwestpfalz in Rheinland-Pfalz. Das etwa 26 ha große Gebiet, das im Jahr 1978 unter Naturschutz gestellt wurde, erstreckt sich nordwestlich der Ortsgemeinde Dietrichingen. Das Gebiet grenzt direkt an den westlich liegenden Flugplatz Zweibrücken. Östlich verlaufen die Landesstraße 480 und die Kreisstraße K 13, südöstlich fließt der Hornbach.
Schutzzweck ist die Erhaltung des Gebietes mit seinen Trockenrasen, seinen Halbtrockenrasen, seinen Waldrand- und Waldgesellschaften als Standorte seltener Pflanzenarten und Pflanzengesellschaften sowie als Lebensraum seltener Tierarten.